# Мороховський Микола Олександрович
Мороховський Микола Олександрович (11 липня 1957 року) — український геоморфолог, кандидат географічних наук, старший науковий співробітник географічного факультету Київського національного університету імені Тараса Шевченка.

## Біографія
Народився 11 липня 1957 року в Києві. Закінчив у 1980 році географічний факультет Київського університету. У Київському університеті працював у 1988—1998 роках старшим інженером, молодшим науковим співробітником, старшим науковим співробітником науково-дослідної частини географічного факультету. Кандидатська дисертація «Морфоструктурні дослідження платформенної частини Правобережної України (на прикладі Середнього Придніпров'я та Волино-Поділля)» захищена у 1990 році. Займався теоретичними та практичними аспектами морфоструктурного аналізу території України.

## Наукові праці
Автор 20 наукових праць. Основні праці:
1. (рос.) Палеогеоморфологические особенности Луцной кольцевой структуры. // Физическая география, 1989. Выпуск. 36.
2. (рос.) Морфоструктурные исследования платформенной части Правобережной Украины (на примере Среднего Приденпровья и Волыно-Подолии). — К., 1990.
3. (рос.) Опыт морфоструктурных анализа при инженерно-геоморфологичних исследованиях линейных объектов // Вестник Киевского университета, серия география, 1995. Выпуск 40, С. 69 — 74
4. (рос.) Закономерности морфоструктурных плана западной части Центральноякутськои равнины // Вестник Киевского университета, 1995. Выпуск 41, С. 66 — 70